# Хевелёв, Эммануил Маркович
Эммануил Маркович Хевелёв (с рождения и до 1927 или 1928 года — Монус Маркович Хевелёв, 28 июля 1905, Корюковка — 3 июня 1961, Ленинград) — советский архитектор.

## Биография
Монус Хевелёв родился в селе Корюковка в Черниговской губернии, в семье Марка Борисовича Хевелёва, служащего на сахарном заводе (более 20 лет проработал там сначала упаковщиком, затем конторщиком), и его жены Гиты Борисовны, урождённой Этиной. С 1914 или 1915 года обучался в Гомеле — сначала 3 года в коммерческом училище, затем в трудовой школе 2-й ступени. В 1919—1921 годах (пока не функционировали учебные заведения) работал токарем по металлу на судоремонтном заводе. В 1921 году был направлен на учёбу в механический техникум в Клинцах, где проучился один год. В 1922 году был командирован на учёбу в Петроград, где поступил в Институт гражданских инженеров на факультет санитарного строительства. Одновременно с учёбой с 1925 года работал в проектном отделе ЛСПО сначала техником и прорабом, потом старшим инженером и руководителем проектной группы. В октябре 1928 года перешёл с факультета санитарного строительства на фабрично-заводскую специальность, окончив институт в 1930 году.
Знал немецкий язык, вступил в ВКП(б) в апреле 1941 года (согласно анкете, партбилет получил только в январе 1943 года).
Как сотрудник ЛСПО участвовал в проектировании хлебозавода имени 10-летия Октября (помощник автора проекта), Кушелёвского и Левашовского (1932—1934; соавтор проекта), на Лиговском проспекте, 74 (1935—1938; автор), хлебозавода-автомата (1931; автор; проект не осуществлён), жилого дома (1930; помощник автора проекта) и гаражей, включая гараж на Московском проспекте, 94. При создании в 1936 году Автомобильно-транспортного управления Ленинграда (АТУЛ) на базе Транспортного управления Ленинграда возглавил его. В 1939 году при создании Автотрансстройпроекта стал его главным инженером и главным архитектором. С 1941 по 1946 год строил объекты авиационной промышленности в Свердловской области, в 1945 году два месяца провёл в Германии, после возвращения в Ленинград снова был начальником Проектного бюро АТУЛ. В апреле 1951 года при укрупнении проектных организаций АТУЛ влилось в Ленпроект, где Хевелёв стал руководителем мастерской № 12.
В своих проектах гаражей Хевелёв использовал формы классицизма, аргументируя тем, что «красивое, чистое, радостное здание создаёт хорошую зарядку к работе». С 1950-х годов подвергался за это нападкам прессы, после постановления о борьбе с излишествами был вынужден создавать более простые проекты.
Преподавал в Политехническом институте имени Калинина, в Ленинградском строительном институте, Ленинградском автодорожном институте, Военно-транспортной академии имени Кагановича.
Похоронен на Еврейском кладбище Санкт-Петербурга.

## Семья
Брат, Иосиф Маркович Хевелёв (1905—1976), окончил факультет санитарного строительства Института гражданских инженеров в 1927 году и уехал в Москву к родителям и сиблингам, в 1930-х был главным инженером Промстройпроекта. Второй брат, Борис Маркович Хевелёв (1911—1989), выпускник из Московской консерватории по классу фортепиано (1934), был концертмейстером, секретарем А. Б. Гольденвейзера, старшим инспектором Комитета по делам искусств при СНК СССР, сотрудником Краснознамённого ансамбля им. А. В. Александрова. Мать Хевелёва, его жена и сестра Бронислава Марковна (в замужестве Авонян) были домохозяйками.
Э. М. Хевелёв в 1941 году женился на Зинаиде Фёдоровне Петровой. Жил на Невском проспекте, 88. В 1941 году в семье родилась дочь Кира, в 1946 году — Ирина.

## Проекты и постройки
Хлебозаводы:
1. Хлебозавод имени 10-летия Октября (помощник П. Д. Бункина)
2. Кушелевский хлебозавод (1932—1934, соавтор)
3. Левашовский хлебозавод (1932—1934, соавтор)
4. Хлебозавод на Лиговском проспекте, 74 (1935—1938, автор)
5. Хлебозавод-автомат (1931, автор, не осуществлен)

Жилые и общественные здания:
1. Жилой дом (1930, помощник П. Д. Бункина)

Гаражи и автопредприятия:
1. Гараж на Московском проспекте, 94 (крупнейший из построенных)
2. Гараж Ленгоснарпита (Люботинский пр., 6 / ул. Кондратенко, 3) (1937—1938)
3. Гараж Союзтранса (Люботинский пр., 8) (1932—1935, манеж; 1937—1938, административное здание)
4. Люботинский автобусный парк (Люботинский пр., 5) (1938—1939)
5. Гараж Стройтреста (1950, совместно с К. И. Тихоновым, В. А. Экманом и Е. А. Кацнельсоном)
6. Гараж Управления по делам архитектуры (Рощинская ул., 48) (1953—1955)
7. Гараж Управления Ленгаза (Ленгазсетьстрой, Витебский пр., 9) (1953—1955)
8. Гараж Управления Дормост (Рощинская ул., 23) (1953—1955)
9. Грузовой парк № 1, гараж треста очистки (Люботинский пр., 7) (1953—1954, мастерская № 12)
10. Механические мастерские гаражного городка (Рощинская ул., 21) (дата и авторство неизвестны, но близки к хевелёвским проектам)
11. Третий автобусный парк (Хрустальная ул., 22) (1952—1957)
12. Авторемонтный завод АТУЛ (Земледельческая ул., 5) (дата неизвестна)
13. Грузовой парк № 4 Треста централизированных перевозок (Южное шоссе, 600 грузовиков МАЗ) (1956—1959, совместно с П. Н. Мельниковой)
14. Неосуществлённый проект гаража на 500 машино-мест (1953—1955, совместно с Р. Л. Пальтиелема, С. Л. Гофштейном, М. И. Бреговским, В. А. Экманом)
15. Типовые проекты гаражей-гостиниц на 100—200 машин для ГАЗ М-20 «Победа» и ГАЗ-21 «Волга» (1953—1955)
16. Проект трёхэтажной стоянки на 350 автомобилей прокатного транспорта (1957, совместно с Е. А. Семёновой, Е. А. Егоровой, Ю. А. Гольденбергом и В. А. Рогом)[9]
17. Четвёртый автобусный парк (1959—1962)[10]
18. Автобусный парк Волжской ГЭС на 500 машин (1962)[11]
19. Пятый автобусный парк (автор идеи)[12]

## Публикации
Книги:
- Проектирование городских гаражей / Хевелёв Эммануил Маркович — Ленинград : Госстройиздат, [Ленинградское отделение], 1961. — 184 с., 2 л. схем. : ил.

Статьи:
- Хевелёв Э. М. Гаражи: опыт гаражного строительства Ленинграда // Мотор. 1939. № 5.
- К вопросу о проектировании и строительстве городских гаражей // Архитектура СССР. 1957. № 5.
- Хевелёв Э. М. Строительство гаражей в Ленинграде // Строительство и архитектура Ленинграда. 1960. № 8.
- Размещение и строительство городских гаражей // В сборнике: «Проблемы советского градостроительства», No 12. Госстройиздат, М., 1962

Проекты:
- Хевелёв Э. М. Проект гаража на 230 машин // Мотор. 1935. № 7.
- Хевелёв, Э. Проект новой станции технического обслуживания легковых автомобилей в Ленинграде. Автомобильный транспорт, 1955, № 1
- Хевелёв Э. М. проект Третьего автобусного парка // Ежегодник Ленинградского отделения Союза советских архитекторов. Вып. IV. Л.; М.: Госстройиздат, 1955
- Хевелёв Э. М. Типовой проект гаража-гостиницы на 100 автомобилей // Проектный институт «Ленпроект»: бюллетень технической информации. 1956. № 2.

Патенты:
- Патент «Гараж для автомашин», 1939 год[13]

## Награды
- Орден «Знак Почёта» (1944)[14][2]
- Орден Трудового Красного Знамени (1945)[2]
- Медаль «За доблестный труд в Великой Отечественной войне 1941—1945 гг.» (1946)[2]